# Monte-Nuovo-Eruption

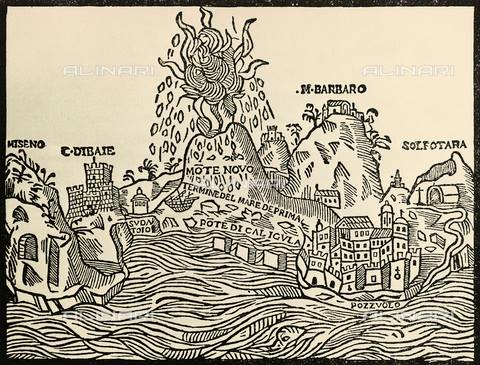
Der Ausbruch in einer zeitgenössischen Darstellung von Marco Antonio delli Falconi

Die Monte-Nuovo-Eruption war 1538 der bislang letzte Vulkanausbruch in dem westlich der italienischen Großstadt Neapel liegenden Vulkanfeld der Phlegräischen Felder. Sie führte innerhalb von 24 Stunden zur Bildung des Monte Nuovo. Der Ausbruch wurde von mehreren Augenzeugen beschrieben. Zusammen mit stratigraphischen Daten bilden die zeitgenössischen Beschreibungen die Grundlage für die Rekonstruktion der damaligen Ereignisse.

## Vorgeschichte
Dem Ausbruch ging eine Ruhephase von über 3000 Jahren voraus. Neuere Studien gehen davon aus, dass sich Magma bereits 300 Jahre vor dem Ausbruch in der Mitte der Caldera in einer Tiefe von 4,7 km anzusammeln begann. Ab der zweiten Hälfte des 15. Jahrhunderts nahmen die vulkanischen Aktivitäten in den Phlegräischen Feldern wieder deutlich zu. Zwischen 1470 und 1472 kam es zu mehreren Schwarmbeben, die auch Gebäudeschäden verursachten. Begleitet wurden die Beben von verstärkten Gasemissionen im Krater der Solfatara, wodurch die Vegetation in der Umgebung abstarb.
Die Erdbeben setzten sich auch in den folgenden Jahren fort. Am 18. Mai 1505 verursachte ein Beben der Magnitude 8 auf der Mercalliskala erhebliche Schäden. Ein weiterer Erdstoß der Magnitude 8 am 25. April 1508 brachte Gebäude in Pozzuoli zum Einsturz. Die 1500er Jahre waren zudem durch eine starke positive Bradyseismos-Phase gekennzeichnet, so dass sich das Meer zurückzog und ein Küstenabschnitt trockengelegt wurde, auf dem die Einwohner von Pozzuoli ihre Häuser errichteten. Der Besiedlung der neuen Landstriche waren 1503 und 1511 Edikte der Vizekönige von Neapel, Gonzalo Fernández de Córdoba y Aguilar und Ramón Folch de Cardona, vorausgegangen, mit denen sie ihre Ansprüche auf das marem desiccatum (lateinisch für „ausgetrocknete Meer“) erhoben.
In den zwei Jahren vor dem Ausbruch häuften sich die Erdstöße noch. Auch die Gasaustritte im Solfatara-Krater nahmen in dieser Zeit zu. Bei einem schweren Erdbeben im Februar 1537 wurden der Dom von Pozzuoli und die Residenz des Vizekönigs beschädigt. Zahlreiche Gebäude in Pozzuoli stürzten ein. Drei Monate vor der Eruption waren die Erdstöße zunehmend auch in Neapel zu spüren. In den letzten acht Tagen wackelte der Boden in Pozzuoli nach zeitgenössischen Berichten ständig, und in Neapel wurden täglich fünf bis zehn Erdstöße wahrgenommen.
Vulkanologen vermuten, dass im Laufe des 15. Jahrhunderts Magma in mehreren Schüben aus einer Tiefe zwischen 4 und 5 km aufstieg. Durch den Aufstieg wurden die Schwarmbeben und der Bradyseismos ausgelöst, der bei Pozzuoli zu einer Hebung des Bodens zwischen 8 und 10 m führte.

## Eruptionsverlauf

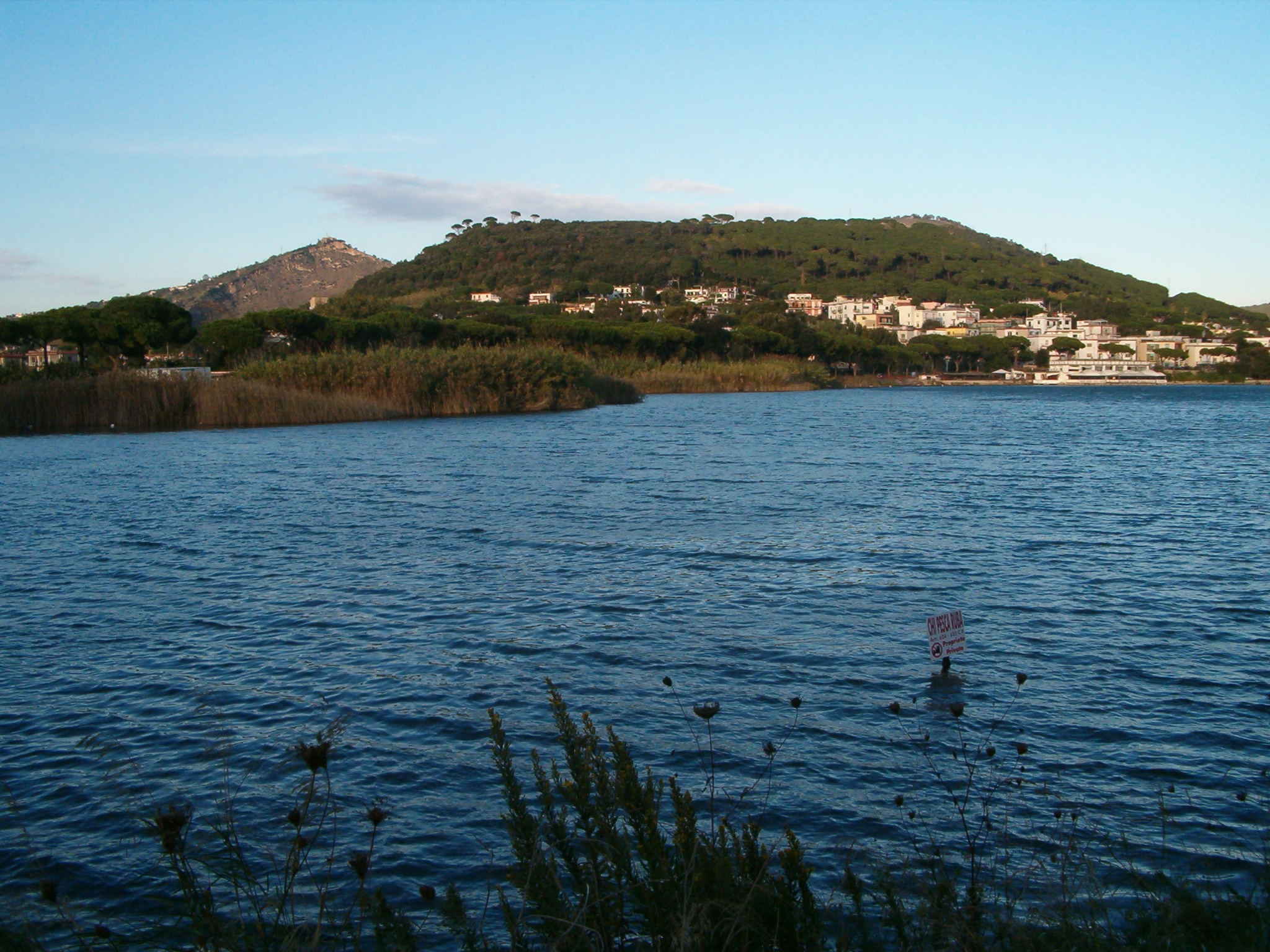
Die Westflanke des Monte Nuovo vom Lucriner See aus, im Hintergrund links San Angelo alla Corvara nahe des Nordwestgipfels des Monte Gauro

### 28. September 1538
Am Vormittag des 28. September 1538 setzte eine starke Hebungsphase westlich von Pozzuoli ein. Im Golf von Pozzuoli hob sich der Meeresboden entlang der Küste in kurzer Zeit auf einer Länge von etwa 2,5 km zwischen dem Averner See und dem Monte Barbaro um etwa 4,5 m. Ein knapp 400 m breiter Meeresstreifen wurde dadurch trockengelegt.

### 29. September 1538
Etwa 20 Stunden nach der Bodenhebung am Golf von Pozzuoli sank am Morgen des 29. September auf einer Küstenterrasse etwa 3 km nordwestlich von Pozzuoli der Boden ein. Es bildete sich eine etwa 550 m breite und 4 m tiefe Mulde, aus deren Mitte je nach Quelle kaltes oder warmes Wasser sprudelte.
Drei Stunden später begann sich der Boden in der Mulde zu heben, was von mehreren Erdstößen begleitet wurde, die eine Stärke von 6 auf der Mercalliskala erreichten. Nach sieben Stunden erreichte die Hebung am Abend ihren höchsten Punkt. Zahlreiche Spalten bildeten sich, aus denen zum Teil Wasser drang. Etwa eine halbe Stunde später stieg im Golf von Pozzuoli etwa 40 bis 100 m vom Ufer entfernt eine Dampfwolke auf. Augenzeugen berichteten, dass der Dampf von Feuer begleitet gewesen sei. Andere, die das Phänomen vom Golf von Pozzuoli aus beobachteten, verglichen es mit einem großen Blitz, der von einer Dampfexplosion begleitet war. Innerhalb einer halben Stunde wanderten die Flammen auf die zuvor entstandene Ausbuchtung auf dem Festland zu, an der der von seinen Einwohnern verlassene Ort Tripergole lag. Innerhalb von Minuten steigerten sich die Aktivitäten. Begleitet von einem Erdstoß der Magnitude 8 und einem lauten Knall, die auch in Neapel wahrgenommen wurden, brach gegen 18:30 Uhr am höchsten Punkt der Ausbuchtung eine Spalte auf. Die Eruption setzte umgehend mit starken phreatomagmatischen Explosionen, einer Eruptionssäule und dem Ausstoß von Pyroklastika ein. Von Neapel aus wurde über der Ausbruchsstelle ein Eruptionsgewitter beobachtet.
Die Eruptionssäule stieg bis in eine Höhe von 3,5 bis 5,5 km auf. Pyroklastische Fallablagerungen gingen in der Umgebung nieder. Die größeren Pyroklasten häuften sich um den Eruptionsherd auf. Im Golf von Pozzuoli bedeckte Bims die Wasseroberfläche in einem Halbkreis von etwa 2,5 km um die Ausbruchstelle. Im 3 km östlich gelegenen Pozzuoli ging ein Ascheregen nieder, und im Umkreis von 11 km verendeten viele Vögel und kleinere Tiere aufgrund der stark schwefelhaltigen Vulkanasche. Etwa eineinhalb Stunden nach dem Ausbruch erreichte die Aschewolke Neapel. Am späten Abend ging sie auch dort als Ascheregen nieder.

### 30. September 1538

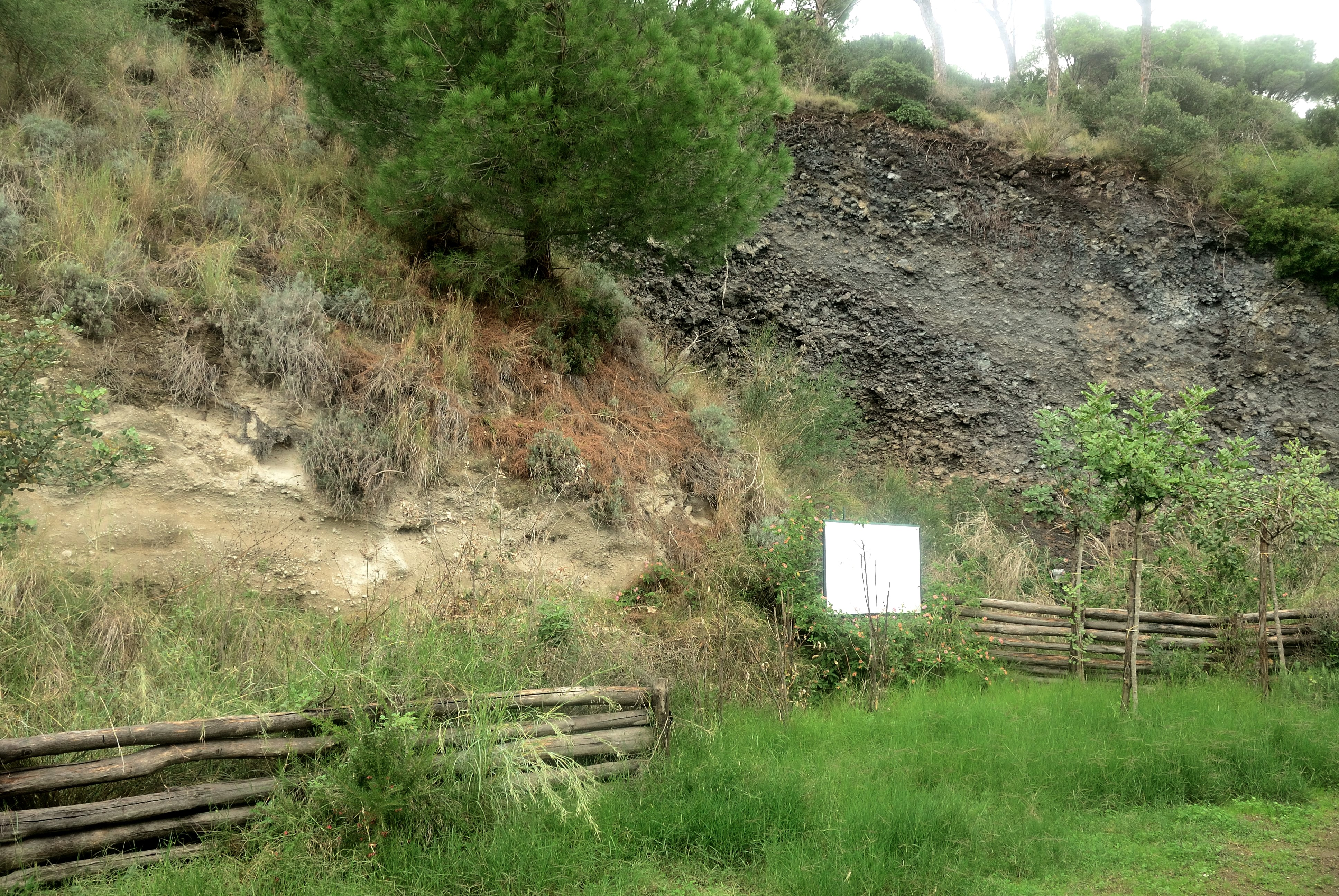
Pyroklastische Sedimente der Monte-Nuovo-Eruption aus verschiedenen Eruptionsphasen

Der Ausbruch setzte sich in den Nachtstunden in unveränderter Stärke fort. Lediglich das Eruptionsgewitter ließ an Intensität nach. Allerdings hatten sich nach Augenzeugenberichten weitere Eruptionsspalten geöffnet. Eine davon lag in unmittelbarer Nähe des Averner Sees. Zwei weitere kleinere Nebenkrater, die südlich und nordwestlich des Hauptkraters lagen, fielen durch ihre strombolianischen Eruptionen auf.
In dieser Anfangsphase der Eruption kam es nach Di Vito auch zu zwei kleineren pyroklastischen Strömen, die sich nur wenige hundert Meter vom Eruptionsherd entfernten. Die Ströme erreichten das Meer und füllten den Küstenabschnitt zwischen Meer und Averner See auf, der dadurch seine heutige Form annahm. Sie können nicht besonders heiß gewesen sein und sich nur langsam voran bewegt haben, da es bei der Berührung mit dem Wasser des Sees zu keinen größeren Schäden kam.
Der Großteil der Bevölkerung von Pozzuoli war in der Nacht nach Neapel geflüchtet, nachdem ein Teil bereits am Tag zuvor den Ort verlassen hatte. Acht Stunden nach dem Ausbruch hatte sich in Pozzuoli eine 25 cm hohe vulkanische Sedimentschicht, vor allem Asche, angehäuft. In Neapel waren es 2 bis 4 cm. Die Vulkanasche war mittlerweile in südöstlicher Richtung bis in eine Entfernung von 125 km niedergegangen. 24 Stunden nach Beginn der Eruption hatte sich ein 140 m hoher Vulkankegel gebildet. Im Laufe des Tages wechselten sich Explosionen mit kurzen Ruhepausen ab.

### 1. bis 5. Oktober 1538
Am Morgen des 1. Oktober, etwa 36 Stunden nach Beginn der Eruption, begannen die phreatomagmatischen Explosionen schrittweise an Stärke zu verlieren. Offensichtlich nahm die externe Wasserzufuhr ab, die mit dem Magma in Berührung kam. Schließlich kam die Aktivität des Vulkans vollständig zum Erliegen.
Die externe Wasserzufuhr kann aber nicht vollständig erschöpft gewesen sein, denn am Nachmittag des 3. Oktober kam es erneut zu starken phreatomagmatischen Explosionen. Begleitet war die Wiederaufnahme der Explosionen vom Ausstoß großer Aschewolken und Bims. Letzterer ging noch auf der 8 km entfernten Insel Nisida nieder, während Asche bis in das nördliche Kalabrien getragen wurde. Zugleich brachen östlich des Vulkans bei Pozzuoli zwei Spalten auf. Am Tag darauf schwächte sich die Aktivität wieder ab und der Vulkan spuckte nur noch geringe Rauchwolken aus. Dieser Zustand hielt auch am 5. Oktober an.

### 6. Oktober 1538
Am 6. Oktober nahm die vulkanische Aktivität langsam wieder zu, auch wenn sie sich im Vergleich zum Beginn der Eruption nicht mehr mit der gleichen Geschwindigkeit entwickelte. Am Nachmittag leitete eine heftige Explosion die letzte Phase der Eruption ein. Von der Explosion wurde eine Gruppe von 24 Personen überrascht, die auf den Kegel aufgestiegen waren und alle den Tod fanden. Sie sollten die einzigen Opfer der Monte-Nuovo-Eruption bleiben. Nasse Asche ging in größeren Mengen bis zum Vesuv nieder. Am Tag darauf beschränkte sich die Aktivität des Vulkans auf den Ausstoß kleinerer Aschewolken, der noch bis zum 17. Oktober 1538 andauerte.

## Auswirkungen

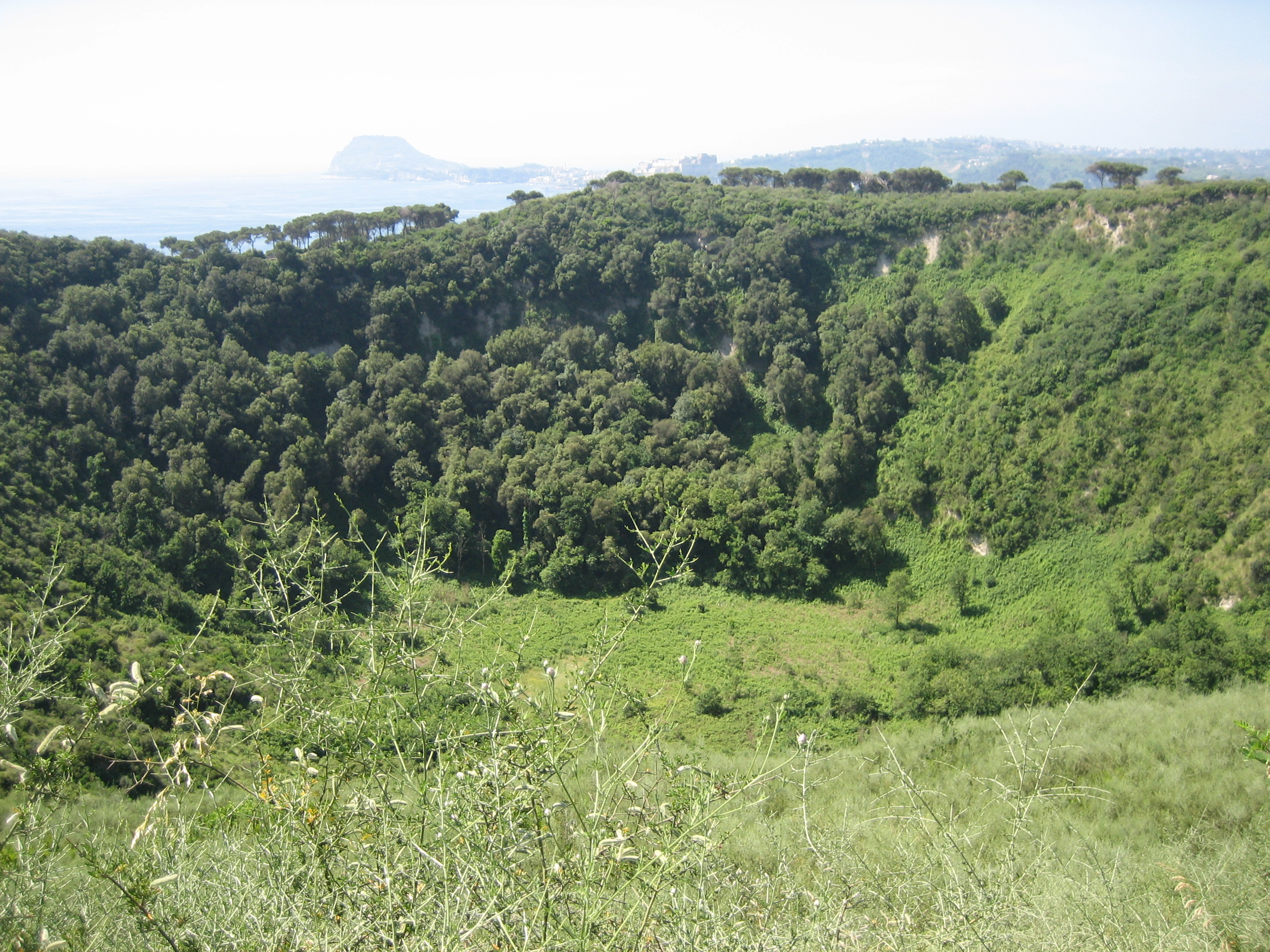
Krater des Monte Nuovo

Nach dem achttägigen Ausbruch kam es zu keinen weiteren Eruptionen am Monte Nuovo. Es setzte eine negative Bradyseismos-Phase ein, die erst Anfang der 1950er Jahre beendet wurde, als sich der Boden in den Phlegräischen Feldern wieder zu heben begann. Nach wie vor treten am Monte Nuovo kleinere Fumarolen und Tremor auf.
Der Ausbruch weckte damals großes Interesse und wurde von mehreren Augenzeugen beschrieben. Im Gegensatz zu den zeitgenössischen Beschreibungen des zuletzt zuvor im Mittelalter aktiven Vesuvs zeugen die Aufzeichnungen der Monte-Nuovo-Eruption von dem in der Renaissance wiederentdeckten Interesse für die Natur. Sie reichen erstmals über einen religiös-biblischen Blickwinkel hinaus und stellen die ersten Versuche dar, einen Vulkanausbruch wissenschaftlich zu beschreiben. Die einzige Eruption der Phlegräischen Felder in historischen Zeiten liefert der Forschung aber auch Aufschlüsse über mögliche zukünftige Ausbruchsszenarien der Caldera. So kündigte sich der Ausbruch durch eine Reihe von Vorzeichen an, die sich zum Teil über Jahrhunderte vorher bemerkbar machten und an die sich die Bewohner gewöhnt hatten. Erst kurz vor der Eruption wurden die Bewohner durch die in einem Crescendo manifestierenden Vorzeichen soweit aufgeschreckt, dass der Großteil von ihnen die Gegend noch vor dem Ausbruch verließ.
Auch wenn die Eruption nach dem Vulkanexplosivitätsindex lediglich die Stärke 2 besaß, bei der etwa 0,03 km³ Magma ausgestoßen wurde und die damit zu den kleineren Ausbrüchen auf den Phlegräischen Feldern zählt, blieb sie nicht ohne Folgen für die dort lebenden Menschen. Nach zeitgenössischen Angaben wurden allein in Pozzuoli 90 % der Gebäude durch Erdstöße oder Ascheregen zerstört oder schwer beschädigt. Dank des Einsatzes des Vizekönigs von Neapel, Pedro Álvarez de Toledo, wurde der Ort nach Ende des Ausbruches in kurzer Zeit wieder aufgebaut. Infolge der Eruption waren allerdings der Großteil der seit den Römern genutzten Thermalquellen rund um Pozzuoli versickert, was zum wirtschaftlichen Niedergang der Stadt und zugleich zum Aufstieg des Thermalortes Ischia beitrug. An der Stelle des während der Anfangsphase des Ausbruchs vollkommen zerstörten Thermalortes Tripergole stand nun der 140 m hohe Tuffkegel des Monte Nuovo.